# Domaszék
Domaszék è un comune dell'Ungheria di 4 324 abitanti (dati 2001). È situato nella contea di Csongrád-Csanád.